# Liste der Gouverneure von Henan
Dies ist die Liste der Gouverneure der chinesischen Provinz Henan.
| Name         | Amtszeit  |
| ------------ | --------- |
| Wu Zhipu     | 1949–1962 |
| Wen Minsheng | 1962–1967 |
| Liu Jianxun  | 1968–1978 |
| Duan Junyi   | 1978–1979 |
| Liu Jie      | 1979–1981 |
| Dai Suli     | 1981–1982 |
| Yu Mingtao   | 1982–1983 |
| He Zhukang   | 1983–1987 |
| Cheng Weigao | 1987–1990 |
| Li Changchun | 1990–1993 |
| Ma Zhongchen | 1993–1998 |
| Li Keqiang   | 1998–2003 |
| Li Chengyu   | 2003–2008 |
| Guo Gengmao  | 2008–2013 |
| Xie Fuzhan   | 2013–2016 |
| Chen Run’er  | 2016–2019 |
| Yin Hong     | 2019–     |